# Nippon Trustee Service Shintaku Ginkō
Die Nippon Trustee Service Shintaku Ginkō K.K. (japanisch 日本トラスティ・サービス信託銀行株式会社 Nippon Torasuti Sābisu Shintaku Ginkō Kabushiki-gaisha, englisch Japan Trustee Services Bank, Ltd.), kurz JTSB, ist eine Treuhandbank in Japan. Sie wurde am 20. Juni 2000 gegründet und hat ihren Hauptsitz in Chūō (Tokio).

## Geschichte
Die JTSB wurde am 20. Juni 2000 von der Daiwa Bank, Limited (heute: Resona Bank, Limited) und der Sumitomo Trust & Banking Co., Ltd. (heute: Sumitomo Mitsui Trust Bank, Limited) gegründet und wurde am 25. Juli 2000 in Betrieb genommen. Sie ist die erste Treuhandbank Japans, die auf Vermögensverwaltung spezialisiert ist. Zunächst transferierte die Sumitomo Trust & Banking im Oktober 2000 einen Teil ihres Vermögens sowie ihr Treuhandgeschäft in die JTSB, anschließend folgte im Juni 2001 die Daiwa Bank. Im September 2002 investierte die Mitsui Trust Financial Group in die JTSB und transferierte ein Jahr später, wie auch die Mutterunternehmen, ihr Treuhandgeschäft und Teile ihres Vermögens in die JTSB. Im April 2011 fusionierte Chuo Mitsui Trust Holdings zusammen mit Sumitomo Trust & Banking zu Sumitomo Mitsui Trust Holdings.
2014 verklagten mehrere Banken, darunter auch die JTSB, die Olympus Corporation auf eine Summe von ¥27.900.000.000 aufgrund von Verlusten, die durch Olympus' Bilanzskandal von 2011 entstanden waren.
Am 9. August 2016 verklagte die JTSB die Toshiba Corporation auf eine Summe von ¥11.990.000.000 aufgrund eines ähnlichen Skandals Toshiba's von 2015.
Die Mizuho Financial Group und Sumitomo Mitsui Trust Holdings planen bis 2020 ihre jeweiligen Trust Banks, die Trust & Custody Services Bank und die JTSB zu fusionieren.

## Shareholder
Die beiden Anteilseigner der JTSB sind die Mutterunternehmen Sumitomo Mitsui Trust Holdings und Resona Bank. Sumitomo Mitsui Trust Holdings besitzt 680.000 Aktien (zwei Drittel), während Resona Bank 340.000 Aktien besitzt (ein Drittel).

## Aufgaben
Die Aufgaben der JTSB umfassen unter anderem
- Wertpapierabwicklung (unter anderem bezüglich Pensionsfonds und Anlagefonds)
- Cash Management
- Kredite
- Devisenhandel
- sonstige Aufgaben der Vermögensverwaltung[1][2]

## Organisation des Vorstandes
Der Vorstand gliedert sich wie nachfolgt.

### Vorsitzender
- Yasuo Kuwana

### Stellvertretender Vorsitzender
- Masatoshi Noguchi

### Geschäftsführende Direktoren
- Kunihiko Tsuneyoshi
- Kenichiro Kurisu
- Kenichi Okazaki
- Takashi Okuda

### Auditoren
- Minoru Nakamura
- Akira Kobayashi
- Shunichi Sakata

### Executive Officer
- Tadayuki Sakai
- Masato Tanabe
- Yoshito Takahashi
- Yasushi Kasahara
- Takahiro Ishi
- Hiroyuki Shindo

## Unternehmensleistung
Im Fiskaljahr 2016 setzte die JTSB ¥27.891.000.000 um, während sich die Kosten auf ¥27.320.000.000 beliefen. Somit betrug der Gewinn ¥570.000.000, ¥217.000.000 weniger als im Vorjahr. der Bilanzgewinn betrug ¥348.000.000. Das Gesamtvermögen betrug  ¥6.901.302.000.000, die anvertrauten Vermögenswerte ¥240.176.012.000.000.

## Vision
Die Managementvision der JTSB besagt, dass die JTSB durch ihre Vermögensverwaltungsdienstleistungen zur Entwicklung der Gesellschaft und Unternehmen sowie zum Wohlstand der Gesellschaft beitragen will. Außerdem sollen die Kundenzufriedenheit sowie die Arbeitnehmerzufriedenheit verbessert werden. Die JTSB strebt an, als "DIE Bank, die auf Vermögensverwaltung spezialisiert ist" wiedererkannt zu werden.